# Viamont Cargo
VIAMONT Cargo a.s. (VKM: VIAC) byl český železniční dopravce podnikající v nákladní dopravě. Sídlo společnosti bylo v Ústí nad Labem. Společnost zanikla v roce 2009 sloučením s firmou OKD, Doprava (OKDD).

## Historie
Společnost byla založena k 22. srpnu 2007 vyčleněním aktivit spojených s nákladní železniční dopravou z mateřské společnosti Viamont. V srpnu 2008 byl avizován prodej VIAC společnosti OKD, Doprava. Transakce byla schválena ÚOHS 11. září 2008 a od 17. prosince 2008 pak byla OKDD uvedena jako jediný akcionář této firmy. K 31. srpnu 2009 pak došlo k fúzi s firmou OKD, Doprava, na kterou přešlo veškeré jmění společnosti a Viamont Cargo tímto zanikl.

## Vozidla
Při vyčlenění z mateřského Viamontu byla do nově utvořené firmy VIAC vložena kolejová vozidla potřebná pro provozování nákladní železniční dopravy. Vedle několika řad nákladních vozů (např. samovýsypných, kotlových, plošinových aj.) se jednalo také o lokomotivy následujících řad:
- elektrické: 130
- motorové: 701, 703, 704, 709, 720, 740, 741, 742
- parní (akumulační): 998.2 (FLC.03)

V roce 2008 společnost zahájila program modernizace lokomotiv řady 740 na řadu 724.7. Prvním strojem byla lokomotiva 724.713 přestavěná v jihlavském závodě firmy CZ LOKO. Firma rovněž nechala remotorizovat lokomotivu 704.401, ve které byl nahrazen původní agregát novým motorem Caterpillar.